# 日親

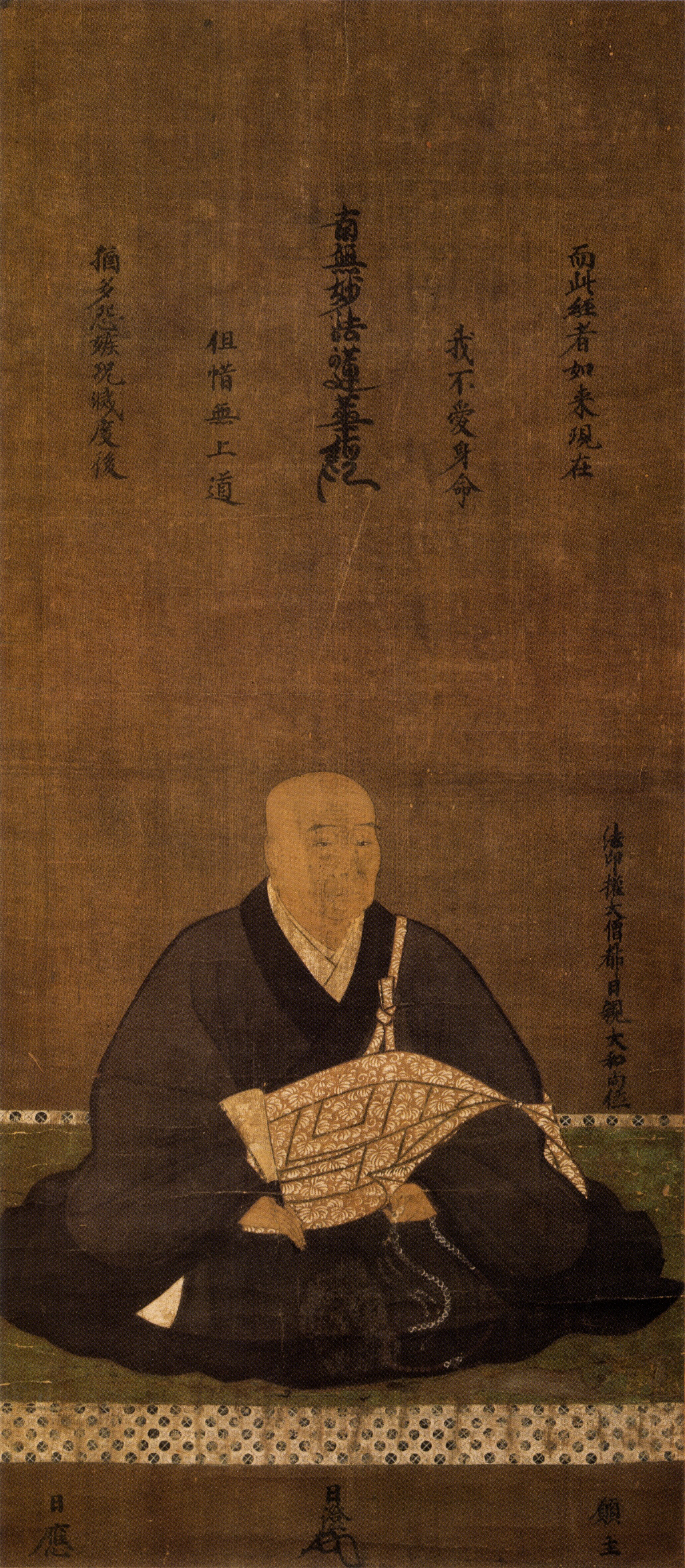
日親像（本法寺蔵 伝狩野正信筆）

日親（にっしん、応永14年9月13日（1407年10月14日） - 長享2年9月17日（1488年10月21日））は、室町時代の日蓮宗の僧である。埴谷重継の子。「不受不施義」を初めて唱えたとされている。久遠成院と号す。

## 生涯
上総国に生まれる。妙宣寺において父の実弟にあたる日英に学び、中山法華経寺に入門する。応永34年（1427年）に上洛し、鎌倉や京都など各地で布教活動を行う。永享5年（1433年）には中山門流の総導師として肥前国へ赴き、門徒を指導したものの、その厳しい折伏に対して反発を買い、同流から破門された。同9年（1437年）再び上洛し、本法寺を開く。日親は諸寺院を日蓮宗に改宗させ、6代将軍足利義教への説法の機会を得た際に他宗の喜捨を説いて建言を禁止された。永享12年（1440年）2月、禁に背いたために投獄され、本法寺は破却となる。拷問を受けた際に灼熱の鍋を被せられたまま説法を説いたという伝説が誕生し、「鍋かぶり上人」「鍋かぶり日親」等と呼ばれた。翌嘉吉元年（1441年）の嘉吉の乱で義教が殺されたことによって赦免され、本法寺を再建。寛正元年（1460年）肥前で布教したために再び本法寺を破却され、8代将軍足利義政からの上洛命令を受けた。同3年（1462年）11月、千葉元胤によって京都に護送され、細川持賢邸に禁錮となるが、翌年（1463年）赦されて、町衆の本阿弥清延の協力を得て本法寺を再々建する。長享2年（1488年）に入寂、享年82。

## 日親と不受不施義
日蓮の法華経に対する純粋な姿勢も、南北朝の戦乱や室町時代に入ると宗派が勢力を拡大していく過程の中で、他宗派との妥協や他宗派の信者からの施しを受けるなど、次第に変質していった。特に中山法華経寺に代表される中山門流は本来他宗派に対して比較的寛容であったとされ、同寺の寺宝である立正安国論（現在国宝とされている日蓮真蹟本）が建武3年（1336年）に律宗寺院であった鎌倉・普恩寺（現在は廃絶）に貸し与えられて書写されていた事が記録されている程である。このような状況の中で、日親は不受不施を主張した。

## 日親の活動
日親は京都一条戻橋で辻説法をはじめたが、比叡山延暦寺や将軍家の帰依を受けていた臨済宗などの他宗派から激しい弾圧を受けた。また、日親は法華経によって、当時の乱れた世の中を救うべく（同時代は正長の土一揆や後南朝勢力の反乱などの動乱が続いた）、足利将軍家の日蓮宗への改宗を目論み、永享12年（1440年）『立正治国論』を著して直訴を試みたが、投獄されて、舌先を切り取られたり、真っ赤に焼けた鉄鍋を頭に被せられるなどの拷問を受けた。この鍋は伝承では終生頭から取れることはなかったといわれる。

## 著作
- 『折伏正義抄』 - 永享10年（1438年）
- 『立正治国論』 - 永享12年（1440年）
- 『埴谷抄』 - 文明2年（1470年）
- 『伝燈抄』 - 文明2年（1470年）
- 『本法寺縁起』 - 長享元年（1487年）

### その他の作品
- 日親筆本尊曼荼羅（1463年（寛正5年）筆、本法寺蔵、重要文化財）長谷川等伯が本法寺に1603年（慶長8年）日蓮の断簡とともに寄進したもの。

### 寺院
- 常国寺
- 一乗寺（大阪府高槻市）日親が初めて建立した寺。
- 妙隆寺（神奈川県鎌倉市）
- 広宣寺（神奈川県小田原市）
- 本延寺（石川県七尾市）佐渡へ向かう日親が畠山氏を教化した地。
- 久遠成寺（兵庫県加東市）東条法難の地。
- 本寿寺（京都市東山区）日親の墓所。

### 人物
- 埴谷重義、埴谷重継
- 日祇（日親の弟子、1488年没）
- 日澄（日親の弟子、1515年没）
- 日英（日親の師、1346年‐1423年）
- 日國（日親の兄、1475年没）
- 日祝（日國の弟子、1437年‐1513年）
- 日有（法華経寺七世で日親と対立、1448年没）
  - 室町時代の人物一覧
  - 思想家一覧